# Cerkno (gemeente)
Cerkno (Duits: Kirchheim; Italiaans: Circhina) is een gemeente in de Sloveense regio Primorska. Zij ontstond in december 1994 en werd losgemaakt uit de gemeente Idrija. De gemeente Cerkno telt 5107 inwoners (2002).
Het gebied van de huidige gemeente Cerkno maakte tussen de 11e en 14e eeuw deel uit van het bezit van de patriarchen van Aquilea. Vervolgens ging het gebied over in handen van de Republiek Venetië, wat gedurende het grootste deel van de 15e eeuw zo bleef. Vanaf 1509 tot aan het eind van de Eerste Wereldoorlog was Cerkno en omgeving onderdeel van het graafschap Görz (met het centrum in het hedendaagse Gorizia) in het Oostenrijks-Hongaarse keizerrijk. In 1920 werd in de gemeente de grens getrokken tussen het nieuw gevormde Joegoslavië en Italië, waarbij Cerkno onder de naam Chirchina Italiaans werd. Sinds de capitulatie van de Italiaanse bezetter bleef het in handen van het Sloveense Bevrijdingsfront, dat er in de bossen onder andere een drukkerij en het partizanenhospitaal "Franja" opbouwden. Dit laatste is sinds het einde van de oorlog een openluchtmuseum en is genomineerd voor de Unesco werelderfgoedlijst.
Door de hoge waterstand op 18 september 2007 is het te gevaarlijk het hospitaal te bezichtigen. Het is om die reden circa twee jaar gesloten voor publiek.
Cerkno is uitgangspunt voor bergwandelingen, en is in de winter een skioord.
|  |  |

## Gemeentelijke indeling
De gemeente Cerkno is verdeeld in de volgende plaatsen: Bukovo, Cerkljanski Vrh, Cerkno, Čeplez, Dolenji Novaki, Gorenji Novaki, Gorje, Jagršče, Jazne, Jesenica, Labinje, Lazec, Laznica, Orehek, Otalež, Planina pri Cerknem, Plužnje, Podlanišče, Podpleče, Poče, Police, Poljane, Ravne pri Cerknem, Reka, Straža, Šebrelje, Travnik, Trebenče, Zakojca, Zakriž

## In Cerkno geboren
- Franciscus Borgia Sedej (° 1854), aartsbisschop van Gorizia en Sloveens emancipator
- France Bevk (° 1890), schrijver en verzetsstrijder
- Janez Podobnik (° 1959), politicus

Ajdovščina · Bovec · Brda · Cerkno · Idrija · Kanal ob Soči · Kobarid · Miren-Kostanjevica · Nova Gorica · Renče-Vogrsko · Šempeter-Vrtojba · Tolmin · Vipava
1. ↑  "Prebivalstvo po starosti in spolu, občine, Slovenija, polletno". Statistični urad Republike Slovenije. Geraadpleegd op 18 april 2021.